# Método Billings
El método de ovulación Billings (MOB), también conocido como el método Billings, es un método de salud reproductiva. Se utiliza para conocer los periodos de fertilidad e infertilidad femenina durante cada ciclo ovárico/menstrual y para la detección temprana de alguna anomalía en el sistema reproductor femenino.
El método no se basa en la presencia de la ovulación sino que, presuntamente, identifica los patrones de fertilidad potencial y la infertilidad dentro del ciclo. Esta información, según la teoría, puede usarse para lograr o evitar el embarazo durante ciclos regulares o irregulares, incluyendo lactancia y perimenopausia. Con este método las mujeres pueden notar irregularidades en su flujo vaginal. 
El método fue desarrollado por los médicos John Billings y Evelyn Livingston Billings y su uso está mundialmente extendido como método natural de regulación de fertilidad. 

Tabla de seguimiento del ciclo.

## Procedimiento básico
El método Billings se basa en el conocimiento de los niveles cambiantes de hormonas a lo largo del ciclo menstrual que afectan al volumen y la textura del moco que se produce en el cérvix y que aparece en la abertura vaginal. Se basa en la teoría de que una vez que la persona esté familiarizada con estos cambios, podrá identificar con precisión el momento de la ovulación. 
Generalmente la persona presta atención a la 'sensación' en su vulva, y la apariencia del descargo vaginal o moco (aunque no es indispensable la observación de este último); este conocimiento de los ciclos puede servir para no quedar embarazada o viceversa, tanto en el ciclo normal como en la lactancia y en la transición a la menopausia. Cabe destacar que es considerado indispensable tomar un curso para practicar el método Billings pues está basado en observaciones de valores, tiene reglas y es importante educarse para su aplicación. Solamente se considera que alguien lleva el método cuando sigue un registro de sus observaciones. 
De acuerdo a este método, durante los días fértiles el moco cervical tiene una apariencia viscosa, filante, semejante a la clara de un huevo cruda, elástica. Los días infértiles se caracterizan por una mayor sequedad y el moco cervical será más denso, escaso y pegajoso, o incluso ausente.

## Historia

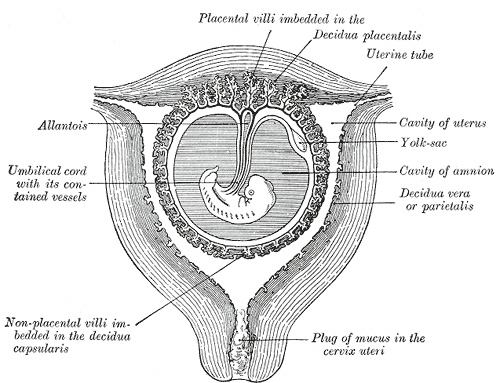
Moco bloqueando el cuello uterino

Las primeras observaciones de relación entre el espermio y el moco cervical datan del siglo XIX, aunque no fue sistemáticamente estudiado hasta 1948 cuando Erik Odeblad investigó los micoplasmas en el tracto genital femenino. En estos estudios Odeblad notó que el moco cervical cambiaba en el curso del ciclo femenino; posteriormente, él continuó estudiando el origen del moco cervical en el mismo cérvix.
Independientemente en 1953, John Billings (1918-2007) descubrió la relación entre el moco y la fertilidad cuando era asesor matrimonial para la Catholic Family Welfare Bureau en Melbourne, Australia. 
Debido a que algunas parejas de fe católica tenían razones serias para posponer embarazos, y esto entraba en conflicto con las enseñanzas cristianas (salvo mediante la utilización de los "métodos naturales") y dado que por su profesión el Dr. Billings estaba familiarizado con el método del ritmo y el método basal, él pensó que debía de haber alguna manera más flexible y confiable. Así se embarcó en el estudio de la literatura médica sobre este asunto, descubriendo referencias de los siglos XIX y XX.
En los años 60, el Dr. James Brown se hizo cargo del Royal Women's Hospital en Melbourne; él había desarrollado anteriormente los primeros test para medir el estrógeno y progesterona, y usó estos exámenes para asistir al Dr. Billings en futuros estudios; la Dra. Evelyn Billings se unió al grupo en 1965.
A finales de los años 60 ya habían encontrado las reglas para identificar los días fértiles y empezaron a establecer centros de enseñanza por todo el mundo.
Este método fue llamado Método de Ovulación, para enfatizar que la característica principal del ciclo fértil de la mujer es la ovulación en vez de la menstruación.
En 1970 un comité de la Organización Mundial de la Salud lo renombró como Método de Ovulación Billings. En el año 1980 se publicó el libro escrito por la Dra. Evelyn Billings y la Dra. Ann Westmore, que ayudó a divulgar y dar a conocer dicho método de forma mundial. Este libro ha sido objeto de numerosas traducciones, reimpresiones y revisiones, siendo la última edición del año 2011, con un millón de copias vendidas en más de 22 idiomas.
La verificación científica del Método continúa. El Dr. Brown continuó estudiando la actividad de los ovarios hasta su retiro en 1985.
Desde 1977 el Dr. Erik Odeblad se familiarizó con el Método, y llegó a la misma conclusión que el Dr. Billings en todos sus estudios. Sus estudios continuaron por más décadas demostrando la validez científica del Método.
Actualmente el método es practicado en más de 120 países a nivel mundial. [cita requerida]

## Fertilidad
- La mujer ovula solo una vez durante su ciclo, y un óvulo solo puede sobrevivir 24 horas.[cita requerida]
- El moco cervical permite al esperma sobrevivir y recorrer el tracto genital lo cual es necesario para fertilizar el óvulo.
- Comúnmente el espermatozoide vive entre un día a tres en la presencia de un moco fértil; es muy raro que sobreviva hasta los cinco días.

La posibilidad de embarazo por el esperma sobreviviente de más de cinco días es comparado con "ganar el premio mayor en una megalotería".
- La menstruación regular ocurre, en promedio, dos semanas después de la ovulación.
- Un estudio de 10 años en parejas chinas no tan fértiles (45.280) encontró que 32,1% de las mujeres quedaban embarazadas y con el bebé vivo por medio del Método Billings.[7]

## Cómo funciona el método
En los días que siguen a la menstruación el cérvix responde al estrógeno produciendo el moco, el cual es capaz de apoyar y nutrir al esperma en su supervivencia. Este moco sale de la vagina cuando la mujer está en posición vertical. El moco es observado por su apariencia y por la sensación que produce en la vulva. Diariamente la mujer toma nota de sus observaciones, y así se da cuenta cuando está fértil o infértil. Algunas mujeres por medio de la sensación vaginal pueden deducirlo aunque esto no es muy seguro.
El Método Billings enseña a la mujer a reconocer y entender sus signos de fertilidad; esto puede ayudar en el diagnóstico temprano y tratamiento de desórdenes vaginales, y contribuir al desarrollo reproductivo y su salud.

### Seguimiento del proceso
- Generalmente, la mujer se enfoca en la sensación vaginal, y la revisión debe ser por lo menos tres veces al día, y no cuando está excitada sexualmente, aunque habiendo aprendido ya la identificación correcta de fluidos, ella reconoce la diferencia entre ambas sensaciones.[10][11]

- Este mismo método puede ser hecho con un papel higiénico, o con los dedos, separando ligeramente los labios vaginales, ya recogido el moco se abre lentamente los dedos para ver su humedad, se observa la cantidad y calidad (color, consistencia, dureza, y elasticidad).[10][6]

- Existen otras formas de ver el líquido, como cuando se va a defecar que es cuando sale más moco, antes o después de orinar; cuando va llegando el tiempo de la ovulación el moco va haciéndose más delgado hasta desaparecer, dejando una sensación "resbaladiza".[10]

Es recomendable que la mujer haga el seguimiento del fluido con una tabla gráfica, empezando con el día 1 de la menstruación, apuntando lo que observa en la apariencia y consistencia del moco como así también en la sensación que le provoca en vulva. Entre otras cosas debe marcar en cada día lo que se observa, poniendo abreviaturas como FER (para fértil), INF (para infértil), OVU (para Ovulación), entre otras palabras según se quiera crear, o usar las siglas ya preparadas por los especialistas, dependiendo también si va a ser combinado con el de temperatura u otros.

## Infecciones vaginales
El uso correcto del método puede ayudar a la salud de las parejas tanto emocional como física. Una mujer que estaba familiarizada con el método durante varios años, y con el cual había concebido un hijo, notó que su fluido vaginal poseía un color diferente al que siempre había notado en su organismo; este moco estuvo durante más de 15 días después de haber menstruado; este cambio inusual en su organismo la impulso a realizarse la Prueba de Papanicolaou y encontraron que su cuello uterino estaba canceroso, lo cual trataron inmediatamente.
1. Generalmente el moco infértil es amarillento, y no cambia de humedad en su transcurso normal; según la etapa del proceso está seco, pegajoso, cremoso, resbaladizo, claro y elástico.
2. Para algunas mujeres, puede ser que después de la menstruación se sienta húmeda pero sin fluido, desmigajoso (parecido al queso, fino), cremoso pero en forma más dura, como crema para las manos, reflejante (como espejo), resbaladizo y elástico, de esta forma puede indicar indicios de algún problema de salud, aunque no necesariamente.[10]
3. Cuando el fluido ya es serio se vería después de la menstruación en forma de goma o gomoso, como látex, lechoso, y resbaladizo pero no elástico; esto podría ser alguna patología, aunque en realidad los verdaderos síntomas vaginales son comezón, hinchazón o tumefacción, rojiza, olor desagradable (no común en un fluido sano), y descargas vaginales no usuales.[10]
4. Otras formas es el color del moco, muchas veces es de color verde (no saludable), o muy amarillento todo el tiempo; por supuesto, solo las mujeres que conocen su cuerpo saben distinguir lo normal de lo anormal en sus flujos.[10]

## Ventajas y desventajas del método

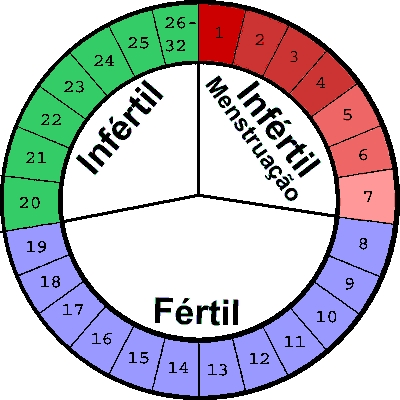
Días estándar de ovulación para mujeres de 3 a 7 días.

Las ventajas y desventajas depende de la confianza y comunicación entre las parejas, al igual que el temple o dominio propio, y depende más de las perspectivas de las personas o personalidad.
- Disciplina: Una posible desventaja o ventaja según la pareja es que se tiene que mantener un historial continuo y tomar notas diligentemente: requiere disciplina el escribir diariamente en las cartas ya hechas por las organizaciones Billings. Además es necesaria la colaboración de la pareja para poder abstenerse en los días "no seguros" o fértiles. Parte del porcentaje de fallas puede deberse al mal uso de otros métodos anticonceptivos (como condones, diafragmas, espermicidas, coito interrumpido, etc.) durante el período fértil.[13]
- Archivar: El primer año o primeros meses puede ser tedioso para la mujer o pareja, mantener un escrito minucioso de los cambios en el fluido; cuando ya se ha entendido bien el proceso del método, existe la ventaja de que la persona llega a conocer su cuerpo y flujos, y ya prácticamente no hay mucha necesidad de mantener un registro minucioso: algunas mujeres creen que pueden detectar su fertilidad con solo sentir su vulva, o temperatura vaginal.[14]
- Natural: Virtualmente no existe efecto secundario más que el embarazo comparado con los métodos "no naturales" o invasivos; este método no protege de las enfermedades venéreas.[14]
- Puede revertirse: Al no intervenir en el proceso reproductivo es completamente reversible. Simplemente debe suspenderse el registro y reanudarse la actividad sexual.[14]
- Síntomas: Al conocer mejor su cuerpo, la mujer puede detectar algunas enfermedades, así como aliviar los problemas "premenstruales", y tampoco daña el feto si quedase embarazada.

## Otros usos
Aunque el Método para la ovulación está diseñado especialmente para ser usado en la fertilidad, existen otros usos que las mujeres y especialistas le han dado, y son los siguientes.
1. Para la detección temprana del cáncer cervical, por medio de la observación del moco, si es abundante y continuo, u otras irregularidades.[6]
2. Enfermedades de transmisión sexual como la Clamidia, Gonorrea las cuales producen una secreción líquida gruesa, y otras.[6]
3. Para escoger el sexo del bebe, para lo cual existen varias propuestas.

- a) El Método Shettles postula que, para un varón, se debe mantener coito en simultáneo con la ovulación, ya que de acuerdo con este investigador, el esperma del varón (Y) es más pequeño, compacto y rápido que el de la hembra; estos recomiendan beber cafeína para facilitar la rapidez del varón y utilizar duchas vaginales con bicarbonato. Para una mujer (X), debido a que su esperma es más pesado y lento, por lo que tardaría en llegar, el coito debe mantenerse dos a tres días al menos antes del día de la ovulación.[15]
- b) El Método Baretta postula que, si bien hay diferencias entre ambos espermatozoides, estas no son tan marcadas como para requerir varios días en el traslado de un "X" (por ejemplo, y viceversa), y que lo que opera de filtro son las secreciones o moco cervical simultáneas al coito. Partiendo de la base que la ovulación puede no coincidir con el pico o cúspide del moco, el Método Baretta sostiene que la relación importante de simultaneidad (Y) o alejamiento (X) debe hacerse respecto a la cúspide y no respecto a la ovulación. El Método Baretta se sostiene además en los cambios que la dieta femenina produce en el moco fértil de cada mujer, por lo cual es preciso acompañar el registro de ciclos con la aplicación de la dieta adecuada a cada espermatozoide.

Para aplicar estos conocimientos, por supuesto se necesita estar bien familiarizado con los métodos.

## Pruebas y ensayos clínicos
En ensayo clínico las tasas de embarazo relacionadas con el método han oscilado entre el 0 % y 2,9 %.
En un ensayo reciente en China 992 parejas que usaban el Método Billings fueron comparadas con 662 parejas que utilizaban DIUs; el Método obtuvo un 0,5%.
En estudios con respecto a las enseñanzas sobre el embarazo estuvo entre el 0% y 6%; la totalidad de los embarazos varía entre 1 y 25 %.
En un estudio internacional en 5 países (tres en vías de desarrollo y 2 desarrollados) de la Organización Mundial de la Salud, se encontró que en los países en vías de desarrollo se obtuvieron el mejor porcentaje. La mayoría de mujeres eran iletradas o analfabetas, comparadas con las mujeres estudiadas, demostrando que el método tiene poco que ver con los estudios previos de las usuarias.
Igualmente, la International Planned Parenthood Federation revela en un comentario sobre este estudio que esos tres países tuvieron la mejor puntuación; aunque muchos otros países fueran desarrollados, estos tres países tuvieron un total de 98,5% usando el Método Billings, siendo entonces el mejor récord sobre otros.
Por igual, en estos estudios las parejas "infértiles" lograron concebir en un mayor número que las que usaron otros métodos, algunas de varios años tratando de procrear y dar luz. Otro estudio estimó el porcentaje de parejas "infértiles" que lograron concebir usando el método Billings después de un seguimiento máximo de dos años en un 62,5%.
Las razones del alto índice de embarazos sobre otros métodos se debe a que no se entiende bien el método o se falla en algo, porque se aprende por propia cuenta sin consultar un profesional capacitado; muchas veces hay una ambivalencia sobre querer estar embarazada y no.

## Efectividad

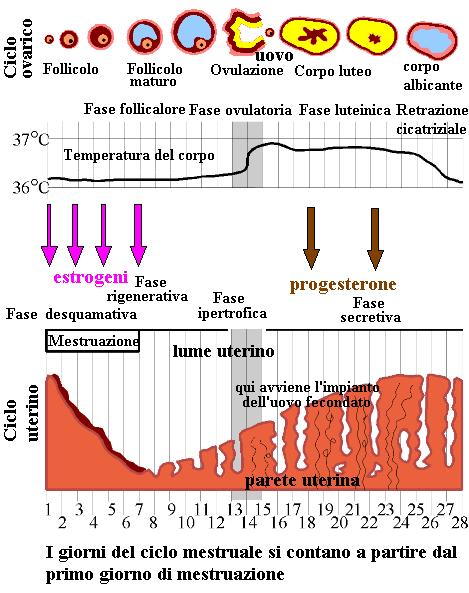
Conteo del Ciclo Menstrual.

De entre todos los métodos anticonceptivos la ineficacia de los métodos "naturales" es del 1 al 9% al año en uso perfecto, y en uso típico es del 25%; mientras que la falta de efectividad de otros métodos anticonceptivos es:
1. Contraceptivos orales: 0,3% al año en perfecto uso, uso típico de 8% anual.
2. Inyecciones de progestina: 0.3% anual en perfecto uso, y uso típico del 3% anual.
3. Esteroides de uso intravaginal en anillos vaginales: 0.3% anual uso perfecto, 8% uso típico.
4. Esteroides de uso transdermal: 0,3% anual uso perfecto, 8% anual uso típico.
5. Implantes subdermales de progestina: 0,05% anual en uso perfecto.
6. Capuchón cervical: 9% anual para mujeres nulíparas (0 embarazos), 18% anual para mujeres multíparas (han dado luz más de una vez), 40% anual para mujeres multíparas basado en el coito.
7. Condón: 2% anual uso perfecto, 15% uso típico, basado en el coito.
8. Esponja contraceptiva: 9% anual para mujeres nulíparas, 20% anual para mujeres multíparas, 16% anual uso típico para mujeres nulíparas, 32% anual uso típico para mujeres multíparas, basados en el coito.
9. Diafragma con espermicida: 6% anual uso perfecto, 16% uso típico, basado en el coito.
10. Dispositivo intrauterino: 0,5%/5 anual con levonorgestrel, 2%/10 uso típico anual usando ParaGard T-380A.
11. Método de marcha atrás: 4% uso perfecto.

Aunque los estudios varían, generalmente el Método Billings siempre se conserva alrededor del 3% en uso perfecto anual, y 20% entre los de uso típico, quienes se abstienen en la fase fértil, según fuentes como la Journal of Family Planning Perspectives.
Los estudios de la ineficacia en la selección del sexo del bebe, mediante uso perfecto, es del 2%, y 3% con el Método Baretta, y del 30% con el Método Shettles.

## Interacción con compuestos químicos
Los medicamentos o fármacos que pueden producir una falsa lectura, o descontrolar el ciclo, así como producir otros efectos, son los siguientes:
1. Agentes para aliviar el acné, analgésicos, antibióticos, antidepresivos.
2. Medicamentos anti endometriosis, antiestrogénicos, antihistaminas con y sin acción antiserotonina.
3. Antipsicóticos, antiespasmódicos, medicamentos antitumorales, agentes antivértigos.
4. Mezclas para la tos con antihistaminas, diuréticos, hormonas.
5. Expectorantes con guaifenesin, fármacos para dormir, respiratorias, esteroides.
6. Contraceptivos orales, fármacos ovulatorias, medicamentos para la úlcera.
7. Para el control urinario.[10]

Los efectos van desde reducir y secar completamente el fluido, dilatar la ovulación, producir irregularidades menstruales, hipotiroidismo, amenorrea, sangrado irregular, supresión de la ovulación, menopausia temporal, dolor de pecho, y alargamiento de los senos, bloquear la producción de prolactina, pueden incrementar la elasticidad del moco y fertilidad, bajar la temperatura basal, suavizar los senos causando dolor, fluido grueso, incrementar el riesgo de múltiples partos (más de dos hijos), cambios de humor, menorragia, inhibe la histamina y la gonadotropina, entre otros.

## Implicancias religiosas
Este método cumple con la doctrina católica sobre la regulación de la procreación. El Catecismo de la Iglesia Católica (CIC) afirma en su número 2370 que "[l]a continencia periódica, los métodos de regulación de nacimientos fundados en la auto observación y el recurso a los períodos infecundos (Humanae Vitae 16) son conformes a los criterios objetivos de la moralidad." Es decir, el método cumple con los criterios de la ética cristiana, la Teología del Cuerpo (que concibe al cuerpo como templo de Dios). A John Billings se le concedió el título de Caballero Papal en vida, y a su muerte su viuda recibió condolencias del papa Benedicto XVI.